# اوهسدورف
اوهسدورف (به آلمانی: Ohlsdorf) یک منطقهٔ مسکونی در اتریش است که در ناحیه گموندن واقع شده‌است. اوهسدورف ۲۷٫۹ کیلومتر مربع مساحت دارد ۵۳۸ متر بالاتر از سطح دریا واقع شده‌است.